# Страна Советов. Забытые вожди
«Страна́ Сове́тов. Забы́тые вожди́» — мини-сериал, докудрама, посвящённая знаковым государственным, партийным и военным деятелям Советского Союза. Фильм создан компаниями Star Media и Бабич Дизайн при участии Российского военно-исторического общества и при финансовой поддержке Министерства культуры РФ.
Первые две серии докудрамы были показаны в эфире Первого канала 14 мая 2017 года. Заключительные серии первого сезона вышли 4 июня 2017 года.
Второй сезон транслировался с 8 сентября по 3 ноября 2019 года на Первом канале.

## Описание
Документальный проект рассказывает о деятелях советской эпохи, внёсших весомый вклад в развитие государства:
- Первый сезон:
  - Лаврентий Берия;
  - Феликс Дзержинский;
  - Вячеслав Молотов;
  - Семён Будённый;
  - Андрей Жданов;
  - Климент Ворошилов;
  - Виктор Абакумов;
- Второй сезон:
  - Андрей Громыко;
  - Анастас Микоян;
  - Михаил Фрунзе;
  - Григорий Орджоникидзе;
  - Георгий Маленков;
  - Анатолий Луначарский;
  - Алексей Косыгин;
  - Иван Серов.

В постперестроечной России вследствие изменений политической конъюнктуры и, как следствие, политики памяти, биографии представленных исторических личностей подвергались тенденциозной редактуре, делался акцент на негативных моментах в их деятельности (позже выяснилось, что некоторые из этих «негативных моментов» и вовсе являются надуманными, так как они не подкреплены солидной документальной базой). По словам научного директора РВИО М. Мягкова, задача данного документального цикла — напомнить о достижениях представленных советских деятелей (не умалчивая и об их ошибках), рассказать о них только проверенные и подтверждённые факты, дать им более объективную оценку.
В каждом фильме присутствуют элементы хроники, исторические реконструкции с актёрами, 3D-графика и справочная информация.

## Создание и выход в эфир
Автором идеи документального цикла является министр культуры РФ Владимир Мединский.
Проект создан при участии историков-консультантов (Александр Зданович, Юрий Рубцов, Алексей Филитов, Анатолий Чурилин, Алексей Волынец, Армен Гаспарян, Юрий Борисёнок и другие).
По признанию ряда телезрителей, удивителен сам факт выхода в эфир Первого канала проекта, цель которого заключается не в антисоветской пропаганде (что доминирует на современном российском ТВ), а в более объективной подаче истории. Документальный цикл получил высокие рейтинги, при показе на Первом канале проект стабильно входил в топ-100 самых популярных программ отечественного телевидения. С точки зрения советника министра культуры А. Сорокина, это произошло благодаря объективности сериала.
По утверждению историка и одного из авторов сценария фильма Александра Колпакиди, первый сезон докудрамы был снят за несколько лет до выхода в эфир Первого канала и долго лежал на «полке». То, что фильм вышел в 2017 году — не случайно. Причиной Колпакиди считает желание путинской власти мобилизовать среди своего электората людей разных взглядов, в том числе и разных исторических взглядов:
Начинается предвыборная кампания, и таким образом набирается электорат. Все опросы общественного мнения показывают, что у нас население как было просоветским, так и остаётся. 45% населения полностью поддерживают Советский проект. Власти крайне важно заручиться поддержкой вот этих 45%, несмотря на свои личные взгляды, которые, может быть, полностью противоположны.
Режиссёр-документалист Константин Сёмин указывает на другое обстоятельство:
В условиях падения доходов на телевизионном рынке все телекомпании стараются так или иначе соответствовать запросам своей аудитории. А поскольку запросы и чаяния у аудитории в основном просоветские — приходится однажды обращать внимание и на них.

## В ролях
- Илья Исаев — текст за кадром (1 сезон);
- Любовь Германова — текст за кадром;
- Сергей Чонишвили — текст за кадром (2 сезон);
- Зураб Миминошвили / Адам Болгучев — Лаврентий Берия;
- Фарид Тагиев — Феликс Дзержинский;
- Сергей Тишин — Вячеслав Молотов;
- Александр Суворов — Семён Будённый;
- Антон Морозов — Андрей Жданов;
- Роман Высоцкий — Климент Ворошилов;
- Алексей Устинов — Виктор Абакумов;
- Сергей Загребнев / Виталий Филипповых — Андрей Громыко;
- Дмитрий Сапронов — Анастас Микоян;
- Сергей Потапов — Михаил Фрунзе;
- Сергей Рубашкин — Григорий Орджоникидзе;
- Сергей Кудряшов — Георгий Маленков;
- Игорь Неведров — Анатолий Луначарский;
- Олег Требелев — Алексей Косыгин;
- Михаил Борисов — Иван Серов.

## Критика
Документальный проект был воспринят неоднозначно. Так, он подвергся критике со стороны журналистов И. Петровской и В. Кара-Мурзы, поскольку пытается облагородить и реабилитировать деятельность наркома НКВД Лаврентия Берии, в мае 2002 года признанного не подлежащим реабилитации в связи с его причастностью к массовым репрессиям и депортации народов. Однако историки А. Фурсов, Ю. Жуков заявляют о том, что цикл «Страна Советов. Забытые вожди» снят достоверно, в том числе взвешенно представлена оценка деятельности Берии как эффективного управленца, внёсшего весомый вклад в развитие страны. Также о документальном сериале положительно отозвались публицист А. Вассерман и писатель А. Кондрашов.